# Австрийско-венгерские отношения
Австрийско-венгерские отношения — двусторонние дипломатические отношения между Австрией и Венгрией. Протяжённость государственной границы между странами составляет 321 км.

## История
До 1918 года Австрия и Венгрия были составной частью Габсбургской монархии. Революция 1848—1849 годов в Австрийской империи и связанные с ней события внесли свои коррективы в жизнь империи. После революции венгры попытались сформировать собственную конституцию. Согласно положениям конституции Венгрия должна была получить независимость от Габсбургской монархии, но Австрия отказалась принять этот факт и объявила конституцию недействительной. В результате это привело к ухудшению австрийско-венгерских отношений, так как Венгрия все-таки провозгласила независимость в 1849 году. Австрийцы подавили восстание при помощи российских войск. После этих событий австрийцы пытались наладить хорошие отношения с Венгрией и в 1862 году выплатили компенсацию за подавление восстания. В 1866 году Австрийская империя потерпела поражение от Пруссии в битве при Садове, что привело к прекращению австрийской гегемонии в немецкоязычных областях Европы. После этих событий Австрия и Венгрия становятся почти равноценными территориями в империи.
15 марта 1867 года было подписано Австро-венгерское соглашение между австрийским императором Францем Иосифом I и представителями венгерского национального движения во главе с Ференцем Деаком, в соответствии с которым Австрийская империя преобразовывалась в дуалистическую монархию Австро-Венгрию. Соглашением предусматривалось предоставление венгерской части государства полной самостоятельности во внутренних делах при сохранении на уровне общеимперского правительства лишь вопросов внешней, военно-морской и финансовой политики. Создание Австро-Венгрии стало способом преодоления затяжного кризиса империи, вызванного подъёмом национальных движений народов страны, укреплением национальных элит, военными поражениями в австро-итало-французской 1859 года и австро-прусской 1866 года войнах, ростом панславянской угрозы, а также провалом попыток реформирования империи на принципах централизма. В Австро-Венгрии была общая армия, главнокомандующим являлся император. Каждые десять лет Австрия и Венгрия должны были определять, какой процент своего бюджета они выделяют на нужды империи. Например, в 1868 году было принято решение о том, что австрийцы вложат 70 %, а венгры — 30 % в общий бюджет, что составляло около 1 000 000 гульденов.
Произошедшие перемены по-разному воспринимались австрийцами и венграми. В 1931 году венгерский политик Альберт Аппоньи сделал заявление, что для венгров Австро-Венгрия была составной частью австрийского государства. Внешняя политика проводилась в соответствии с интересами обеих частей государства, но у венгров и австрийцев были разные гражданства. Венгрия также продолжала стремиться к получению полной независимости от Вены. Общая армия негативно воспринималась венгерской стороной и считалась проявлением дискриминации со стороны австрийцев. Постепенные изменения в наименовании институтов власти символизировали дальнейшее отдаление Венгрии. Например, в Венгрии перестал использоваться термин «империя» в официальных документах. После долгих споров был изменён герб Австро-Венгрии. В 1804 году двуглавый орёл стал символом всей империи, но с 1915 года он использовался только как символ австрийской части государства.
Несмотря на эти события Австро-Венгрия существовала до конца Первой мировой войны. В 1919, 1920 годах состоялась Парижская мирная конференция в результате чего Германская империя и Австро-Венгрия прекратили своё существование. Австрия и Венгрия понесли большие территориальные потери и стали двумя отдельными государствами. С 1918 по 1938 год отношения между Австрией и Венгрией регулировались парижскими мирными соглашениями, между странами были территориальные споры, в кулуарах власти обсуждался вопрос реставрации династии Габсбургов, внутриполитическая жизнь стран кипела противостоянием между демократическими и авторитарными силами, что и определяло уровень взаимодействия Вены и Будапешта.
Австрийская Республика и Венгерская советская республика считались государствами-преемниками Австро-Венгрии оказались среди проигравших в Первой мировой войны и понесли большие территориальные потери после подписания мирных договоров. Австрийская Республика предъявила территориальные претензии на немецкоязычные территории в западной части Венгрии, что оказало очень негативное влияние на двусторонние отношения. В венгерском Бургенланде произошли крупные беспорядки, что повлекло за собой вторжение венгерской армии. В результате при участии других государств в городе Шопрон и прилегающих к нему районах прошёл референдум, что помогло снизить накал страстей в отношениях Австрии и Венгрии. Венгерская советская республика существовала недолго, затем советская власть была свергнута и провозглашено королевство, а Австрия предоставили убежище на своей территории многим венгерским коммунистам, что крайне негативно было воспринято Будапештом. В 1921 году Венгрия уступила Бургенланд Австрии, что повлекло за собой нормализацию отношений. Однако, венгерские политики не верили в способность Австрии существовать как суверенное государственное образование из-за агрессивной внешней политики нацистской Германии в 1930-е годы.
В 1938 году ситуация вокруг возможного присоединения Австрии к Третьему рейху была предметом обсуждения на международном уровне, что также повлияло на отношения с Венгрией. Правительство Венгрии внимательно наблюдало за событиями в Третьей рейхе и Австрии: подписание этими странами Берхтесгаденского соглашения, состоявшиеся переговоры 12 февраля 1938 года между Адольфом Гитлером и Куртом Шушнигом, было оценено венграми как угрожающие потерей суверенитета Австрией. Хотя венгры и не были окончательно уверены в возможности объединения Третьего рейха и Австрии. Но спустя короткий промежуток времени Австрия прекратила своё существование войдя в состав Третьего рейха. После этого Венгрия была вынуждена взаимодействовать напрямую с Берлином. Венгерское посольство в Вене стало именоваться в Генеральное консульство, были назначены новые дипломаты и сотрудники в этой дипломатической миссии.
В 1938 году министр иностранных дел Венгрии Калман Каня сделал заявление, что аншлюс Австрии был всего лишь вопросом времени. Венгрия дипломатически никак не отреагировала на присоединение Австрии к Третьему рейху, так как не имело достаточных рычагов влияния для того, чтобы как-то повлиять на этот процесс, а также опасалось негативной реакции Берлина. Эдуард Баар-Баранфельс стал последним послом Австрии в Венгрии (занимал должность с ноября 1936 года по март 1938 года) до аншлюса и возобновления двусторонних отношений после окончания Второй мировой войны. После аншлюса Эдуард Баар-Баранфельс был снят с должности, а затем арестован. Австрия утратила возможность самостоятельно проводить внешнюю политику и с Венгрией не имела возможностей поддерживать официальных политических контактов. В составе Третьего рейха Австрия была преобразована в Альпийские и дунайские рейхсгау и поддерживала отношения с Венгрией только в экономической сфере.
В мае 1945 года сразу после окончания Второй мировой войны в Европе возобновились первые неофициальные контакты между бывшими венгерскими дипломатами в Вене и новыми австрийскими властями. Они касались вопросов по возвращению изъятой недвижимости, а также проблем с беженцами. Несколько месяцев спустя была достигнута договоренность о поставке Венгрией угля, так как в Австрии наблюдался дефицит этого полезного ископаемого. Для возобновления двусторонних отношений между Австрией и Венгрией после окончания Второй мировой войны торговля стала главной движущей силой. С 1945 по 1949 год министерство иностранных дел Австрии, в основном, курировало налаживание торговых отношений с Венгрией, но процесс шел медленно несмотря на заинтересованность обеих сторон. Осенью 1946 года было принято решение отправить торговую делегацию из Австрии в Венгрию для начала переговоров. В результате переговоров в декабре 1946 года были заключены первые австро-венгерские торговые договоры: соглашение о товарной бирже и платёжное соглашение. Переговоры возобновились летом 1947 года и завершились в сентябре 1948 года подписанием ещё одного торгового соглашения. Венгрия стала поставлять продукты питания, а австрийцы взамен поставляли промышленную продукцию.
На некоммерческом уровне странами также предпринимались различные попытки наладить контакты. В августе 1945 года Комитет венгерского Красного Креста стал первым официальным органом Венгрии, который возобновил работу в здании венгерского посольства в Австрии на Bankgasse. Затем, министерство иностранных дел Венгрии направило дипломата в Вену, с целью найти возможность установить полуофициальные отношения между странами. Из-за политической ситуации в мире и военной оккупации обеих стран третьими державами, политические отношения развивались очень медленно. Например, в ноябре 1945 года дипломатическая миссия Венгрии в Вене имела название Королевское венгерское генеральное консульство в изгнании. Тем не менее, министр обороны Венгрии Одон Кривачи де-факто являлся руководителем Венгрии и 4 января 1946 года провёл встречу с президентом Австрии Карлом Реннером. В мае 1946 года венгерский дипломат Ласло Барток прибыл в Вену с целью распустить Королевское генеральное консульство, а в июне 1946 года он стал руководитель венгерской дипломатической миссией в Австрии, которая в то время не имела официального дипломатического статуса. Летом 1947 года Ласло Барток покинул должность из-за политических событий в Венгрии, на этом посту его сменил Юзеф Гарзули.
Первая официальная поездка австрийского дипломата Рудольфа Земанна в Венгрию состоялась 12 января 1946 года. В Будапеште в то время действовал Вспомогательный офис Австрии (Österreichisches Hilfsbüro), который не являлся официальной дипломатической миссией. Соответственно, Рудольф Земанн заявлял, что у Австрии в Будапеште не имеется дипломатического представительства, через которое можно было бы наладить контакты между правительствами обеих стран. Во время своей командировки Рудольф Земанн обсуждал возможность прибытия в Венгрию министра иностранных дел Австрии, а также возобновление дипломатических отношений. Для Австрии для возобновления дипломатических отношений было нужно получить признание от Венгрии, а также то, чтобы страна стала членом Организации Объединённых Наций (куда Будапешт был включен только в 1955 году).
18 января 1947 года состоялось признание Венгрией Австрийской Республики. Вскоре после этого в Вене и Будапеште появились дипломатические миссии. Манфред Фальсер был назначен первым «политическим представителем» Австрии в Венгрии, а официальные двусторонние отношения этих государств были восстановлены после десятилетий смуты. Однако, ситуация резко ухудшилась в 1948 году после прихода к власти в Венгрии коммунистов. Также, в этот период времени между Соединёнными Штатами Америки и СССР началось противостояние, которое также сказалось и на австрийско-венгерских отношениях. В соответствии с итогом Ялтинской конференции Венгрия попала под влияние Советского Союза, что было закреплено конституцией страны, принятой 20 августа 1949 года. 15 мая 1955 года была провозглашена Декларация о независимости Австрии, что положительно сказалось на отношениях с Венгрией. Это событие стало одним из важнейших проявлений оттепели в мировой политике, которая произошла после смерти Иосифа Сталина.
До Восстания 1956 года Венгрия проводила про-сталинский курс под руководством Матьяша Ракоши. Однако, восстание было жестоко подавлено советскими войсками: лидер ополчения Имре Надь был казнен, а Янош Кадар стал фактическим руководителем Венгерской Народной Республики. Вторжение советских войск привело к тому, что около 180 000 венгерских граждан бежали в Австрию. Всего через год после воссоздания вооружённых сил Австрия столкнулась с первыми трудностями, военные приняли участие в размещении беженцев и охране государственной границы. Управление Верховного комиссара ООН по делам беженцев организовало переселение 84 000 венгерских беженцев в Соединённые Штаты Америки, Канаду и западноевропейские государства, в итоге в Австрии осталось немногим менее 18 000 венгров.
На Австрию Холодная война оказала значительное влияние, так как маленькая страна оказалась в эпицентре конфликта между НАТО и Варшавским договором из-за общей границы с Венгрией и Чехословакией. Уже летом 1948 года на границе между Австрией и Венгрией началось строительство «Железного занавеса», пограничной зоны коммунистических стран. Это искусственное разделение Западной Европы от коммунистических стран Восточной Европы существовало до 1989 года. Граница между Австрией и Венгрией стала представлять из себя особо укрепленную зону, где присутствовала колючая проволоки, сторожевые вышки и минное поле. В 1953 году после смерти Иосифа Сталина и последующей смены власти в Советском Союзе в коммунистических странах Европы возникли надежды на изменения внешней политики СССР. После прихода к власти в СССР Никиты Хрущёва двусторонние отношения между Австрией и Венгрией также улучшились. Венгерское руководство предложило демонтировать «Железный занавес», но это было фактически осуществлено в 1989 году. Летом 1989 года Венгрия открыла границу с Австрией в результате Европейского пикника, что позволило от 600 до 700 гражданам ГДР бежать в Западную Европу. Эти события ускорили процесс постепенного распада Варшавского договора и способствовало дестабилизации внутренней обстановки в ГДР.
С 1989 года Австрия неоднократно пыталась выступать посредником в улучшении отношений между Западной и Восточной Европой. Австрия видела для себя новые экономические и социальные возможности для роста во взаимоотношениях со странами Восточной Европы. В 1989 году открытие границ с Венгрией ознаменовало собой новую эпоху в отношениях двух стран, кроме того Австрия начала оказывать экономическую помощь странам Восточной Европы. В конце 1989 года Австрия, Италия, Венгрия и Югославия подписали соглашение о сотрудничестве, что положительно сказалось на отношениях этих стран. В 1995 году Австрия вступила в Европейский союз и стала страной-участницей Шенгенского соглашения. В мае 2004 года Венгрия присоединилась к Европейскому союзу, а к Шенгенскому соглашению в 2007 году. С тех пор дипломатические отношения между странами активизировались во всех областях, так как Австрия стала одним из важнейших торговых партнеров для Венгрии. У двух государств есть много общих интересов, хотя на общеевропейском уровне бывают и разногласия. Дипломатические представительства Австрии и Венгрии выдают шенгенские визы для посещения обоих государств даже в том случае, если посольство только одного из этих государств расположено в стране пребывания гражданина, желающего посетить эти страны.
В 2015 году начался Европейский миграционный кризис, что затронуло в том числе и Австрию с Венгрией. Эти две страны по-разному решали возникшую проблему, австрийские власти обвиняли Венгрию в бесчеловечном отношении к беженцам. В начале сентября 2015 года ситуация с беженцами на границе между Австрией и Венгрией была разрешена, после того как венгры перекрыли железнодорожное сообщение. 4 сентября 2015 года тысячи людей пешком пробрались к австрийской границе, расположенной в 170 километрах, от того места, где поезда были остановлены венгерской полицией. Беженцы пешком двигались в сторону Австрии во главе с человеком, несущим флаг Европейского союза. В отличие от Венгрии, Австрия оказывала поддержку беженцам, предоставляя им средства передвижения для отбытия в лагеря беженцев. Однако не все беженцы отправились пешком в Австрию, некоторые остались на вокзале в Будапеште, где их начали избивать местные жители, что было пресечено только после вмешательства полиции. Однако, в то же время Австрия ужесточила пограничный контроль на венгерской границе. В феврале 2016 года Венгрия поддержала предложение Австрии в перекрытии балканского маршрута беженцев: австрийцы предложили останавливать беженцев силами военных и полиции на границе между Грецией и Македонией.

## Культурные связи
В настоящее время двусторонние отношения между Австрией и Венгрией описываются МИД Австрии как «превосходные». Они состоят из обширных связей на всех уровнях, от межправительственных контактов до сотрудничества университетов. Австрия организовывают в Венгрии выставки, концерты и кинопрограммы, которые проводятся в тесном сотрудничестве с венгерскими музеями, галереями, концертными залами, кинотеатрами, а также школами. В секторе образования также существует около 150 научных и культурных проектов, налажено взаимодействие в совместных проектах, исследованиях, летних языковых школах. Кроме того, существует Австро-венгерское общество, которое является общественной организацией продвигающей в массы идею хороших отношений между странами и защиту национальных меньшинств.

## Экономические отношения
Во времена дуалистической монархии Австро-Венгрия была экономически неравномерно развита. Цислейтания в экономическом и социальном плане была сопоставима с Западной Европой, а экономика Транслейтании была завязана на сельское хозяйство и уступала австрийской части страны. В обеих половинах империи произошел сильный сельский исход, один боролся с массивными социальными проблемами, которые были ещё более затруднены лингвистическими различиями. В 1850 году вступил в силу закон, согласно которому внутри страны отменялись пошлины на товары из других частей государства, что положительно сказалось на развитии общей экономики. Крупнейшим потребителем венгерской продукции была Австрия. Венгрия поставляла 76 % товаров в Австрию, а Австрия 37 % своей продукции в Венгрию. В горнодобывающей промышленности Австрия намного опережала Венгрию благодаря своим более современным технологиям. Поскольку этот сектор имел решающее значение для промышленного развития Венгрия пыталась догнать Австрию, но эти попытки не увенчались успехом. В транспортной сфере обе части стремились к расширению железнодорожной сети и судоходства, но и здесь среди них наблюдалась большая конкуренция.
После распада Австро-Венгрии экономика Австрии являлась более развитой, так как на её территории остались промышленные зоны, а Венгрия главным образом жила за счет сельского хозяйства. После краха империи австрийцы потеряли покупателей промышленной продукции, а Венгрия лишилась основного торгового партнера для поставок сельскохозяйственной продукции. Это привело к перепроизводству продукции кульминацией которого стал рост инфляции в обеих странах. После окончания Второй мировой войны между странами были небольшие экономические контакты, поскольку Австрия зависела от Плана Маршалла, а экономику Венгрии поднимал Совет экономической взаимопомощи. В итоге Австрия пошла по капиталистическому пути развития, а Венгрия по-социалистическому. В последующие десятилетия страны были изолированы друг от друга «Железным занавесом». Хотя страны продолжили использовать общую реку Дунай в качестве транспортного маршрута, автодорожное сообщение оставалось перекрытым.
С 1989—1990 годов экономические отношения двух стран начали развиваться очень динамично и сопровождались оживленной торговлей. С 1990-х годов Венгрия является самым крупным получателей инвестиций в Восточной Европе от Австрии. С тех пор Австрия инвестировала более 8 млрд. евро в экономику Венгрии. Особое значение имеет строительная, бумажная и автомобильная промышленность, а также торговля недвижимостью, производство кирпича и сахара. Кроме того, австрийцы вкладывали средства в развитие розничной торговли, а также в сектор финансов и услуг в Венгрии. Правительство Венгрии тоже вкладывало значительные средства в экономику Австрии. В 2014 году Австрия экспортировала товаров в Венгрию на сумму 4,3 млрд. евро, а Венгрия поставила товаров в Австрию на сумму 3,8 млрд евро.